# Niederfischbach
Niederfischbach är en kommun och ort i Landkreis Altenkirchen i förbundslandet Rheinland-Pfalz i Tyskland.
Kommunen ingår i kommunalförbundet Verbandsgemeinde Kirchen (Sieg) tillsammans med ytterligare fem kommuner.